# Theretra manilae
Theretra manilae là một loài bướm đêm thuộc họ Sphingidae. Nó được tìm thấy ở Philippines.
Sải cánh dài 71–75 mm. Nó giống với loài Theretra rhesus xanh lá cây đậm hơn nhưng cánh trước của nó ngắn hơn và vuông hơn.